# Domini (categoria taxonòmica)
En biologia, i concretament en taxonomia, un domini (també conegut com a superregne o imperi) és el nivell més alt d'agrupament dels organismes en la classificació científica just per sobre del regne. Va ser introduït al sistema de tres dominis de taxonomia ideat per Carl Woese, Otto Kandler i Mark Wheelis el 1990. Hom considera que la vida es divideix en tres dominis: els arqueus, els bacteris i els eucariotes; els dos primers presenten cèl·lules procariotes -sense nucli- mentre que els darrers presenten cèl·lules amb nucli.

## Terminologia
El terme domini va ser proposat per Carl Woese, Otto Kandler i Mark Wheelis (1990) en un sistema de tres dominis. Aquest terme representa un sinònim de la categoria de domini (lat. domini), introduïda per Moore l'any 1974.

## Desenvolupament del sistema de dominis
Carl Linnaeus va popularitzar la classificació de dominis en el famós sistema de taxonomia que va crear a mitjans del segle xviii. Aquest sistema va ser millorat més tard pels estudis de Charles Darwin, però no va poder classificar els bacteris fàcilment, ja que tenen molt poques característiques observables per comparar amb els altres dominis.
Carl Woese va fer un avenç revolucionari quan, el 1977, va comparar les seqüències de nucleòtids de l'ARN ribosòmic 16s i va descobrir que el rang, domini, contenia tres branques, no dues com havien pensat els científics anteriorment. Inicialment, a causa de les seves similituds físiques, arqueus i bacteris es van classificar junts i es van anomenar "arqueus". Tanmateix, els científics ara saben que aquests dos dominis gairebé no són semblants i són internament molt diferents.

## Característiques dels tres dominis
Cadascun d'aquests tres dominis conté ARN ribosòmic únic. Això constitueix la base del sistema de tres dominis. Mentre que la presència d'una membrana nuclear diferencia l'Eukarya dels arqueus i els bacteris, ambdós no tenen una embolcall nuclear, els arqueus i els bacteris es diferencien entre si a causa de les diferències en la bioquímica dels seus marcadors de membrana cel·lular i ARN.

### Arqueus
Els arqueussón cèl·lules procariotes, caracteritzades típicament per lípids de membrana que són cadenes hidrocarburs ramificades unides al glicerol per enllaços èter. La presència d'aquests enllaços d'èter en arqueus s'afegeix a la seva capacitat de suportar temperatures extremes i condicions altament àcidesiques, però molts arqueus viuen en ambients suaus. Els halòfils, organismes que prosperen en ambients altament salats, i els hipertermòfils, organismes que prosperen en ambients extremadament calents, són exemples d'arqueus.
Els arqueus van evolucionar de moltes mides cel·lulars, però totes són relativament petites. La seva mida oscil·la entre 0,1 μm i 15 μm de diàmetre i fins a 200 μm de llarg. Tenen una mida aproximadament de bacteris, o una mida similar a la dels mitocondris que es troben a les cèl·lules eucariotes. Els membres del gènere Thermoplasma són els més petits dels arqueus.

### Bacteris
Els cianobacteris i els micoplasmes són dos exemples de bacteris.
Tot i que els bacteris són cèl·lules procariotes igual que els arqueus, les seves membranes cel·lulars estan fetes de bicapes fosfolípids. Les membranes cel·lulars dels bacteris són diferents de les membranes d'arqueus: no tenen cap dels enllaços èter que tenen els arqueus. Internament, els bacteris tenen diferents estructures d'ARN en els seus ribosomes, per tant s'agrupen en una categoria diferent. En els sistemes de dos i tres dominis, això els posa en un domini separat.
Hi ha una gran diversitat en el domini Bacteris. Aquesta diversitat es veu encara més confusa per la intercanvi de gens entre diferents llinatges bacterians. L'aparició de gens duplicats entre bacteris relacionats a distància d'una altra manera fa que sigui gairebé impossible distingir espècies bacterianes, comptar les espècies bacterianes a la Terra o organitzar-les en una estructura semblant a un arbre (tret que l'estructura inclogui connexions creuades entre branques, de manera que una "xarxa" en lloc d'un "arbre").

### Eucariota
Els membres del domini Eucariota, anomenats eucariotes, tenen orgànuls lligats a la membrana (incloent un nucli que conté material genètic) i estan representats per cinc regnes: Plantes, Protozous, Animalia, Chromista i Fongs.

## Exclusió de virus i prions
El sistema de tres dominis no inclou cap forma de vida no cel·lular. Stefan Luketa va proposar un sistema de cinc dominis el 2012, afegint Prionobiota (acel·lular i sense àcid nucleic) i Virusobiota (acel·lular però amb àcid nucleic) als tres dominis tradicionals.

## Evolució dels sistemes de classificació i dels regnes
En l'actualitat hi ha diversos sistemes de classificació de la vida. El dominant a l'àmbit didàctic és el Whittaker (considerat obsolet a l'àmbit acadèmic) i a l'àmbit acadèmic el Woese de 1990.
| Haeckel (1894) Tres regnes | Whittaker (1969) Cinc regnes | Woese (1977) Sis regnes | Woese (1990) Tres dominis | Woese (1990) Tres dominis | Cavalier-Smith (1998) Dos imperis i sis regnes | Cavalier-Smith (1998) Dos imperis i sis regnes |
| -------------------------- | ---------------------------- | ----------------------- | ------------------------- | ------------------------- | ---------------------------------------------- | ---------------------------------------------- |
| Animal                     | Animal                       | Animal                  | Eucariota                 | Eucariota                 | Eucariota                                      | Animal                                         |
| Planta                     | Fong                         | Fong                    | Eucariota                 | Eucariota                 | Eucariota                                      | Fong                                           |
| Planta                     | Planta                       | Planta                  | Eucariota                 | Eucariota                 | Eucariota                                      | Planta                                         |
| Planta                     | Protista                     | Protista                | Eucariota                 | Eucariota                 | Eucariota                                      | Cromista                                       |
| Protozou                   | Protista                     | Protista                | Eucariota                 | Eucariota                 | Eucariota                                      | Protozou                                       |
| Protozou                   | Monera                       | Archaea                 | Procariota                | Archaea                   | Procariota                                     | Eubacteri                                      |
| Protozou                   | Monera                       | Eubacteri               | Procariota                | Eubacteri                 | Procariota                                     | Eubacteri                                      |